# Zachary Taylor
Zachary Taylor (24 de novembre de 1784 – 9 de juliol de 1850) també conegut com a Old Rough and Ready, va ser el dotzè president dels Estats Units d'Amèrica. Va governar de 1849 a 1850. Taylor va destacar per la seva gran trajectòria militar i per ser el primer president dels Estats Units que arribava al càrrec sense haver estat triat prèviament per a cap altre càrrec públic. Va ser, a més, el segon president que va morir durant el mandat.

## Biografia
Zachary Taylor, fill de Richard Taylor i Sarah Stroher, va néixer en una cabanya propera a Barboursville, a Virgínia. De nen ell i la seva família es van traslladar a Kentucky on Taylor va créixer en una plantació coneguda com a Little Zack. A principis de 1810 va conèixer Margaret Mackall Smith amb la qual va contreure matrimoni el 21 de juny d'aquest mateix any. Van tenir un fill i cinc filles, dues de les quals van morir en la infància. Va entrar a l'Exèrcit dels Estats Units el 1806 ascendint a tinent d'infanteria dos anys més tard. Poc després va ser enviat al territori d'Indiana convertint-se en el Commandant de Fort Harrison. En la segona guerra contra els anglesos que va ser des de 1812 fins al 1815 va ser reconegut com un excel·lent militar. Anys més tard va servir en la guerra de Black Hawk el 1832 i en la segona guerra contra els Seminoles entre 1835 i 1842. Durant la guerra dels Seminoles es va guanyar l'àlies de Old Rough and Ready després de la batalla del llac Okeechobee.
Durant la Intervenció Nord-americana a Mèxic, la força principal, dirigida per Zachary Taylor, va marxar del Río Bravo cap al centre de Mèxic i va guanyar la batalla de Monterrey, el setembre de 1846. El president Antonio López de Santa Anna va dirigir les tropes mexicanes personalment cap al nord, però va ser derrotat en la batalla de Buena Vista el 22 de febrer de 1847. Mentrestant, en lloc d'enviar reforços a l'exèrcit de Taylor, el president nord-americà Polk va enviar un segon grup armat sota el general Winfield Scott el març del 1847, transportat per via marítima al Port de Veracruz per iniciar un segon front d'invasió cap a la capital mexicana. Scott va guanyar la batalla de Veracruz, i va marxar cap a la ciutat de Mèxic